# 鎘中毒
镉中毒（英語：Cadmium poisoning）是指过量摄入重金属化学元素镉造成的中毒性疾病，可造成肾、骨骼、肺等多种器官病变。

## 环境化学概要
镉是ⅡB族亲硫重金属元素，在自然界中的镉非常稀有，常常和同族的锌元素共存于硫化物中。其广泛应用于电镀、电池、染料等工业中，因此，通过相关行业的生产、废弃物等环节污染空气、水、土壤。

## 代谢动力学

### 吸收
皮肤对镉吸收极少，主要通过呼吸道、消化道吸收。呼吸道吸收缓慢，吸收率在10％～40％，其中10％～50％滞留在肺。消化道吸收率在1％～6％。轻微的铁缺乏即可显著增加消化道对镉的吸收，这可以部分解释女性对镉更敏感。

### 转运和排泄[4]
肝细胞合成金属硫蛋白（metallothionein，MT），这种小分子蛋白质可以与进入体内的镉结合，减少游离镉离子的毒性。镉-金属硫蛋白（MT-Cd）可以被肾小球滤过，然后在近端肾小管处重吸收。肾小管上皮细胞的溶酶体将金属硫蛋白降解后释放出游离镉离子，然后与肾小管上皮细胞自己合成的金属硫蛋白结合。当镉负荷超过肾小管上皮细胞的处理能力时，肾损害就出现了。

## 毒理学[3]
- 与酶分子中的巯基结合，置换出锌等金屬正离子，影响抗氧化酶等的酶活性，导致自由基清除能力下降。
- 与钙竞争离子通道位点，以及钙相关的细胞信号转导系统，干扰细胞代谢。
- 导致肾小管损害，可引起钙、磷重吸收减少，再加上维生素D活化障碍，最终导致骨质疏松。
- 引起肾小球病变、肾间质炎症和肾纤维化。

## 临床表现

### 急性中毒[3]

#### 吸入性急性镉中毒
吸入高浓度含镉烟尘后，可出现上呼吸道黏膜刺激症状，经4～10小时的潜伏期后，可出现咳嗽、胸闷、呼吸困难，伴寒战、肌肉关节酸痛，胸片见肺纹理增粗和片状阴影，严重者可出现迟发性肺水肿，可死于呼吸衰竭、循环衰竭。少数病例合并肝、肾损害。急性期后，少数病例发生肺纤维化。

#### 食入性急性镉中毒
急性肠胃炎样表现。成人致死量为300mg。

### 慢性中毒

#### 肾毒性
早期通常无症状，主要为肾小管重吸收功能障碍，比较早出现的是不可逆性肾小管性蛋白尿，此外还有葡萄糖尿、高氨基酸尿、高磷酸尿、高尿钙、低渗尿、氯化铵负荷能力下降等。随着疾病进展，可以出现肾小球滤过率下降，直至终末期肾病。由于早期终止镉暴露有望阻止肾损伤进展，因此，及早识别无症状的早期肾损害非常有价值。常用的标志物是尿β2微球蛋白，此外还可以使用尿视黄醇结合蛋白、N-乙酰-β-氨基葡萄糖苷酶（NAG）、肾损伤分子1（KIM-1）等。

#### 骨质疏松症
严重者可发生多发性病理性骨折。骨质疏松、病理性骨折常使患者处于疼痛状态，故又名“痛痛病”。

#### 肺损害
包括阻塞性肺疾病、肺纤维化，明显的肺功能异常通常发生在肾损害以后。吸入含镉粉尘可能诱发呼吸系统肿瘤。

## 实验室检查
血镉测定通常反映当前或近期的镉暴露情况，而尿镉测定则反映镉的累积程度。

## 治疗[3]
- 急性中毒：及时脱离有毒环境，食入者尽快洗胃、导泻。吸入中毒者可应用大剂量糖皮质激素防治肺水肿。重症者可行血液透析，并予EDTA-Ca驱镉。
- 慢性中毒：以对症、支持治疗为主，如予维生素D、钙剂治疗骨质疏松。驱镉治疗容易加重肾损害，多不主张使用。

## 预防
避免镉暴露。